# Сражение при Саус-Майлз
Сражение при Сайус-Майлз (англ. The Battle of South Mills), так же известное, как Камденское сражение (Battle of Camden) произошло 19 апреля 1862 года на территории округа Камден, штат Северная Каролина, и было частью Северокаролинской экспедиции генерала Бернсайда в ходе гражданской войны в США.

## Предыстория
В апреле 1862 года федеральное командование узнало, что южане строят броненосцы в Норфолке, поэтому Бернсайд решил провести экспедицию с целью уничтожения канала Дисмал-Свэмп. Он поручил эту операцию бригадному генералу Джессе Рено. 18 апреля отряд Рено, численностью 3 000 человек погрузился на транспорта на острове Роанок-Айленд.
В то же день северяне высадились около Элизабет-Сити, в 16 милях от городка Саус-Майлз. Одна бригада была дезориентирована агентами юга и оказалась в 30 милях от нужного места, из-за чего общее наступление было отложено до следующего дня.

## Сражение
Боевые действия начались в 13:00, когда передовые федеральные отряды встретили 3-й Джорджианский пехотный полк, которым командовал полковник Эмброуз Райт. Перестрелка продолжалась три часа, однако, несмотря на численное превосходство, северянам не удалось прорвать оборону противника. Когда у артиллерии конфедератов кончились боеприпасы, они отошли с поля боя на две мили, к Джойс-Крик, где продолжали прикрывать подступы к каналу.
Рено узнал, что на помощь противнику подходят подкрепления, поэтому предпочёл отступить. 22 апреля его отряд вернулся на исходные позиции.

## Последствия
Южане потеряли в сражении 28 человек: 6 убитыми, 19 ранеными 3 пленными. Северяне потеряли 127: 13 убитыми, 101 ранеными и 13 пленными. Сражение стало одним из немногих поражений Севера за ту кампанию: им не удалось достигнуть поставленной цели и перекрыть канал. Однако, броненосцы из Норфолка так и не смогли пройти по каналу, так что в целом сражение не изменило ситуации в Северной Каролине.